# Звёздная стража
«Звёздная стража» (англ. Star Guard) — фантастический роман американской писательницы Андре Нортон, опубликованный в 1955 году.

## Сюжет
Человечество вышло в космос, который оказался поделенным между другими космическими расами, объединёнными в организацию Центрального Контроля. Стремясь обуздать агрессивность землян, Центральный Контроль предоставил им единственную роль в жизни Галактики — роль наёмников.
Воины-земляне были разделены на орды «арчей» и легионы «мехов», которые были к услугам любого правителя планет Галактики. Арчи, вооружённые холодным оружием и пневматическими винтовками, и мехи, обладающие совершенной боевой техникой, стали единственным экспортным продуктом Земли. Такая ограниченная роль тяготила землян.
Кана Карр, мечник третьего класса, был отправлен со своей ордой на Фронн. Орда, нанятая на службу к туземному правителю, помогла ему одержать победу, но правитель был убит из запрещенного на этой планете оружия. Были также предательски убиты и военачальники землян. Земные войска были вынуждены вступить в контакт с расой Вентури, и с их помощью несколько человек на космическом корабле вернулись на Землю.
Спасшиеся с Фронна солдаты оказались вовлечены в масштабный заговор землян, которые не смирились с отведённой им ролью и начали тайно осваивать незаселённые планеты, увеличивая мощь Земли.

## Интересные факты
Сюжет романа тесно переплетается с походом древнегреческих воинов, описанном Ксенофонтом в «Анабазисе».